# Illustre Théâtre
L'Illustre Théâtre est une troupe de théâtre créée par un acte d'association signé devant notaire le 30 juin 1643 à Paris. Composée de dix comédiens, six hommes et quatre femmes, dont Madeleine Béjart et le jeune Jean-Baptiste Poquelin, futur Molière, elle n'eut qu'une existence éphémère. Elle donna des représentations de janvier 1644 à la fin du mois de mars 1645, d'abord au Jeu de Paume des Métayers, sur la rive gauche de la Seine, puis au théâtre de la Croix-Noire, sur la rive droite. Cet échec entraîna la dispersion de la troupe, dont les débris furent recueillis en 1646 par la troupe de Charles Dufresne.

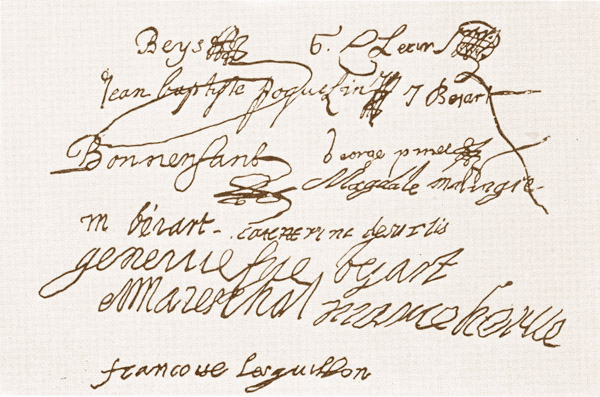
Signatures Illustre Théâtre

## Deux saisons, deux lieux

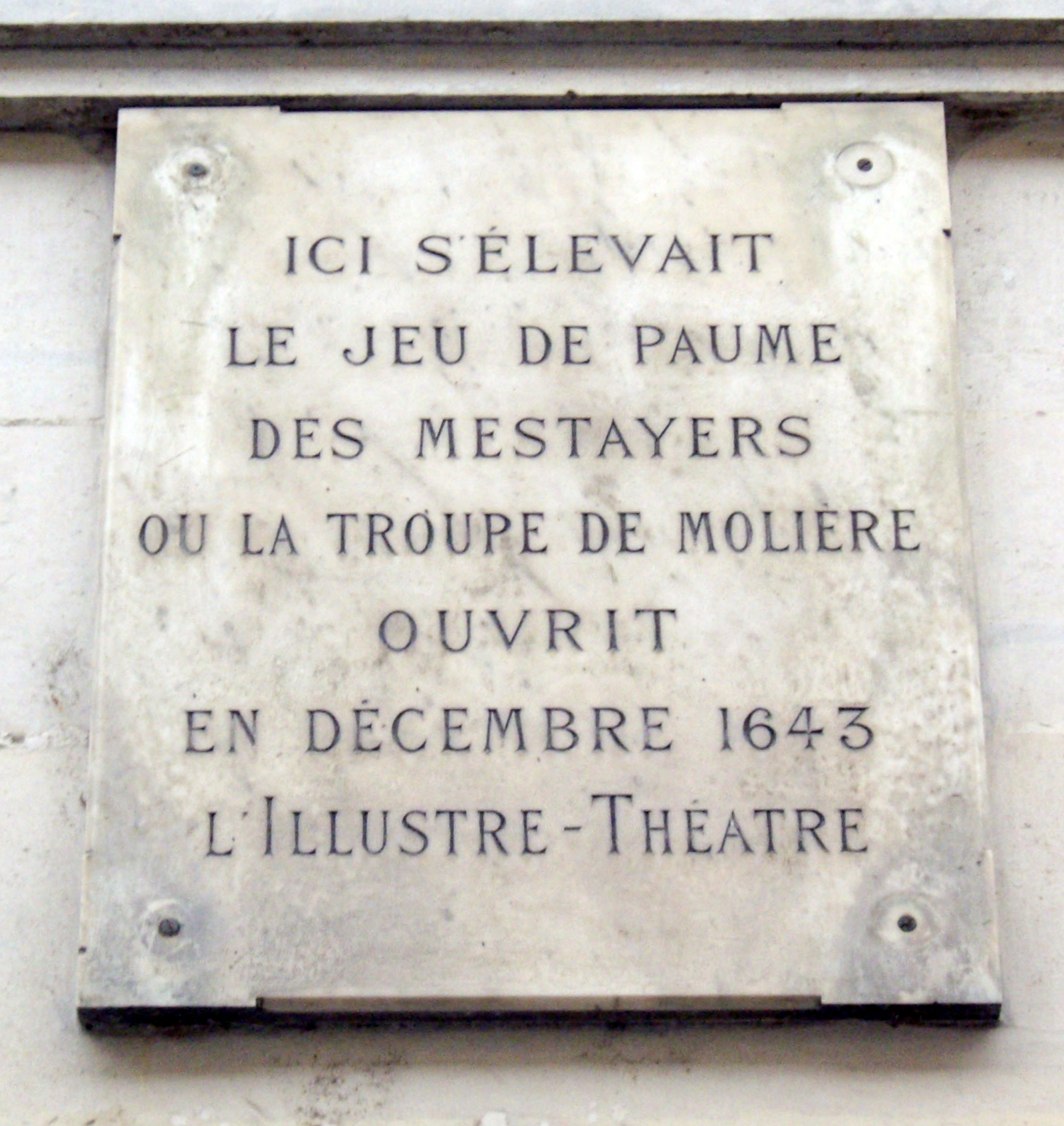
Plaque 12 rue Mazarine (Paris).

Le 30 juin 1643, Jean-Baptiste Poquelin et neuf autres Parisiens, dont les trois aînés de la fratrie Béjart (Joseph, Madeleine et Geneviève) s'associent par-devant notaire pour constituer une troupe de comédiens sous le titre de l'« Illustre Théâtre ». Ce sera la troisième troupe permanente à Paris, avec celle des « grands comédiens » de l'hôtel de Bourgogne et celle des « petits comédiens » du Marais.
Pour plusieurs d'entre eux, cet engagement s'inscrit sans doute dans le mouvement qu'a impulsé la Déclaration du 16 avril 1641, par laquelle Louis XIII levait l'infamie qui pesait sur le métier de comédien, précisant que
« en cas que lesdits comédiens règlent tellement les actions du théâtre qu'elles soient du tout exemptes d'impureté, nous voulons que leur exercice, qui peut innocemment divertir nos peuples de diverses occupations mauvaises, ne puisse leur être imputé à blâme, ni préjudicier à leur réputation dans le commerce public. »
Pour le jeune Poquelin, en particulier, tout suggère qu'il a l'ambition de devenir un nouveau Montdory ou un nouveau Bellerose, et de tenir les grands rôles du répertoire tragique aux côtés de Madeleine Béjart.
À la mi-septembre 1643, les nouveaux comédiens louent la salle du Jeu de paume dite des Métayers, sur le fossé d'entre les portes de Nesle et de Buci, au niveau du 13 de l'actuelle rue de Seine. Pendant les travaux d'aménagement, ils se rendent à Rouen, afin de s'y produire pendant la foire de Saint-Romain, qui se tenait du 23 octobre au 12 novembre.
La première représentation parisienne a lieu le 1er janvier 1644. Contrairement à ce qu'une certaine tradition répète depuis trois siècles, il semble que la troupe ait connu, pendant les huit premiers mois, un succès d'autant plus grand que le jeu de paume du Marais où, depuis quelques années, Pierre Corneille donnait ses pièces à jouer, avait brûlé dès le 15 janvier et que les « petits comédiens », ainsi nommés par opposition aux « grands comédiens » de l'Hôtel de Bourgogne, étaient partis en province pendant les travaux de reconstruction.
Son répertoire est constitué, comme celui des autres troupes, de tragédies, de tragi-comédies (alors très à la mode), de comédies et de farces. Certains des auteurs les plus en vue de l'époque (Tristan L'Hermite et André Mareschal) lui confient leurs nouvelles pièces.
Madeleine Béjart est la vedette de la troupe. Tallemant des Réaux écrira vers 1658, avant le grand succès des Précieuses ridicules : « Je ne l'ai jamais vue jouer, mais on dit que c'est la meilleure actrice de toutes. Elle a joué à Paris, mais ç'a été dans une troisième troupe qui n'y fut que quelque temps. Son chef-d'œuvre, c'était le personnage d'Épicaris à qui Néron venait de faire donner la question », dans La Mort de Sénèque de Tristan.
Le 28 juin 1644, Jean-Baptiste Poquelin signe pour la première fois du nom de scène qu'il s'est choisi : Molière.
Ne pouvant rembourser ses multiples créanciers, Molière est emprisonné en août 1645 : après moins de deux ans d'existence, l'entreprise de l'Illustre Théâtre a définitivement échoué, mais elle aura marqué l'histoire du théâtre français.
Les restes de la troupe (Molière et la famille Béjart) rejoindront l'année suivante la troupe itinérante de Charles Dufresne, protégée et entretenue depuis de longues années par les ducs d'Épernon, gouverneurs de la Guyenne.

## Le contrat du 30 juin 1643
Le texte est celui que Madeleine Jurgens et Elizabeth Maxfield-Miller ont publié dans Cent ans de recherches sur Molière, p. 224-226.
Furent presens en leurs personnes Denis Beys, Germain Clerin, Jean-Baptiste Poquelin, Joseph Bejart, Nicolas Bonnenfant, Georges Pinel, Magdaleine Bejart, Magdaleine Malingre, Catherine de Surlis et Geneviefve Bejart, tous demeurant, scavoir ledict Beys rue de la Perle, parroisse Sainct-Gervais, ledict Clerin rue Sainct-Anthoine, parroisse Sainct-Paul, ledict Poquelin rue de Thorigny, parroisse susdicte, lesdictz Bejart, Madgaleine et Geneviefve Bejart en ladicte rue de la Perle, en la maison de Madame leur mere, parroisse susdicte, ledict Bonnenfant en ladicte rue Sainct-Paul, ledict Pinel rue Jehan-de-l’Espine, parroisse Sainct-Jehan-en-Greve, ladicte Magdeleine Malingre Vieille rue du Temple, parroisse Sainct-Jean-en-Greve, et ladicte de Surlis rue de Poictou, parroisse Sainct-Nicolas-des-Champs ; lesquels ont faict et accordé volontairement entre eulx les articles qui ensuivent soubz lesquelz s’unissent et se lient ensemble pour l’exercice de la comedie afin de conservation de leur trouppe soubz le tiltre de l’Illustre Théâtre. C’est ascavoir que, pour n’oster la liberté raisonnable à personne d’entre eulx, aucun ne pourra se retirer de la trouppe sans en advertir quatre mois auparavant, comme pareillement la troupe n’en pourra congedier aucun sans luy en donner advis les quatre mois auparavant ; item, que les pièces nouvelles de théâtre qui viendront à la troupe seront disposées sans contredit par les auteurs, sans qu’aucun puisse se plaindre du rolle qui lui sera donné ; que les pièces qui seront imprimées, si l’autheur n’en dispose, seront disposées par la trouppe mesmes à la pluralité des voix, sy l’on ne s’arreste à l’accord qui en est pour ce faict entre lesdictz Clerin, Pocquelin, et Joseph Bejart qui doivent choisir alternatifvement les Héros, sans prejudice de la prerogative que les sudictz accordent à ladicte Magdeleine Bejart de choisir le rolle qui luy plaira ; item, que toutes les choses qui concerneront leur théâtre et des affaires qui surviendront, tant de celles que l’on prévoit que de celles qu’on ne prévoit point, la troupe les décidera à la pluralité des voix, sans que personne d’entre eux y puisse contredire ; item, que ceux ou celles qui sortiront de la troupe à l’amiable suivant ladicte clause des quatre mois tireront leurs partz contingentes de tous les frais, decorations et autres choses généralement quelzconques qui auront été faites depuis le jour qu’ils seront entrez dans ladicte troupe jusques à leur sortie, selon l’appreciation de leur valeur presente qui sera faicte par des gens expers dont tous conviendront ensemble ; item, ceux qui sortiront de la troupe pour vouloir des choses qu’elle ne voudra ou que ladicte troupe sera obligée de mettre dehors faulte de faire leur devoir, en ce cas ils ne pourront pretendre à aucun partage et desdommagement des frais communs ; item, que ceux ou celles qui sortiront de la trouppe et malicieusement ne voudront suivre aucun des articles presens seront obligez à tous les desdommagemens des frais de ladicte troupe, et, pour cet effet, seront ypothequez leurs equipages et généralement tous et chacun leurs biens presens et advenir en quelque lieu et ne quelque temps qu’ilz puissent estre trouvez : à l’entretenement duquel article toutes les parties s’obligent comme s’ils estoient majeurs pour la necessité de la société contractée par tous les articles cy-dessus. Et, de plus, a esté accordé entre tous les dessusdictz que, sy aucun d’eux vouloit, auparavant qu’ilz commenceront à monter leur théâtre, se retirer de ladicte société, il sera tenu de bailler et payer au proffit des autres de la trouppe la somme de trois mil livres tournoiz pour les desdommager incontinent, et, dès qu’il se sera retiré de ladicte trouppe sans que ladicte somme puisse estre censée peine comminatoire. Car ainsi a été accordé entre lesdictes parties etc. ; promectant etc., obligeant chacun en droict soy, renonceant etc.
Faict et passé à Paris, en la presence de noble homme André Mareschal, advocat en Parlement, Marie Hervé, veufve de feu Joseph Bejart, vivant bourgeois de Paris, mere desdictz Bejart, et Françoise Lesguillon, femme d’Estienne de Surlis, bourgeois de Paris, père et mere de ladicte de Surlis, en la maison de ladicte veufve Bejart devant declarée, l’an mil six cens quarante-trois, le trentiesme et dernier jour de juin après midy, et ont tous signé les presentes subjectes au seel soubz les peines de l’edict :
[Suivent les signatures :] Beys, G. Clerin, Jean Baptiste Poquelin, J. Bejart, Bonnenfant, Georges Pinel, M. Bejart, Magdale Malingre, Geneviefve Bejart, Catherine des Urlis, A. Mareschal, Marie Hervé, Françoise Lesguillon, Duchesne (notaire), Fieffé (notaire).

## Les signataires
- Denis Beys, baptisé le 31 janvier 1609 à l'église Saint-Benoît-le-Bétourné de Paris, est le fils de Marie Lemesle (ou Le Mesle) et d'Adrien Beys (1574-1612), et le frère du poète et dramaturge Charles Beys. Né dans une famille d'imprimeurs-libraires, il a lui-même été reçu libraire en juin 1640.
- Germain Clérin, sieur de Villabé est un comédien français qui fit partie de l'Illustre Théâtre dès sa création et lui fut fidèle jusqu'au bout.
- Jean-Baptiste Poquelin (Molière)
- Joseph Béjart, né en 1617 à Paris et mort en 1659. Bien qu'il fût bègue, il était comédien, et il s'associa à toutes les entreprises théâtrales de sa sœur Madeleine et de Molière.
- Nicolas Bonenfant, dit Croisac
- Georges Pinel, dit La Couture
- Madeleine Béjart
- Madeleine Malingre
- Catherine Des Urlis
- Geneviève Béjart, dite Mlle Hervé
- Marie Hervé
- André Mareschal

## Avatars auXXesiècle
- Le metteur en scène Jean-Marie Villégier baptise sa compagnie L'Illustre Théâtre en référence à celui de Molière : « On sait par exemple qu'il a joué Corneille, Tristan L'Hermite, Rotrou. Mon idée était de travailler ce répertoire, tel que l'a trouvé Molière avant de devenir l'écrivain que l'on connaît. »
- L'un des théâtres de Pézenas se nomme également L'Illustre Théâtre, en hommage à Molière, qui sillonna le Languedoc entre 1647 et 1657 et séjourna à plusieurs reprises à Pézenas, à l'occasion de la réunion des États de Languedoc. L'autre est le théâtre historique de la ville.